# Ginásio do Tijuca Tênis Clube
O Ginásio do Tijuca Tênis Clube, também conhecido como Ginásio Álvaro Vieira Lima, é um ginásio localizado no bairro da Tijuca, no município de Rio de Janeiro, no estado de Rio de Janeiro, Brasil, sendo um dos mais tradicionais ginásios da cidade, já foi palco de clássicos, decisões, jogos da seleção brasileira de basquete, estrelas norte-americanas do Harlem Globetrotters.
Também é palco das partidas de voleibol masculino e feminino em competições nacionais.
Tem capacidade para 2.000 espectadores.